# Dendropsophus leali
Dendropsophus leali (лат.) — вид земноводных из семейства квакш, распространённый в Колумбии (департамент Амасонас) Бразилии (штаты Амазонас, Рондония и Акри), северной Боливии, амазонской части Перу и Французской Гвиане. Встречаются на листьях и ветвях в первичных и вторичных влажных субтропических и тропических лесах, около рек на высотах до 450 м. Вид D. leali был впервые описан в 1964 году бразильским зоологом Вернером Бокерманном (нем. Werner Bokermann, 1929—1995) под первоначальным названием Hyla leali Bokermann, 1964.